# Konstförfalskning

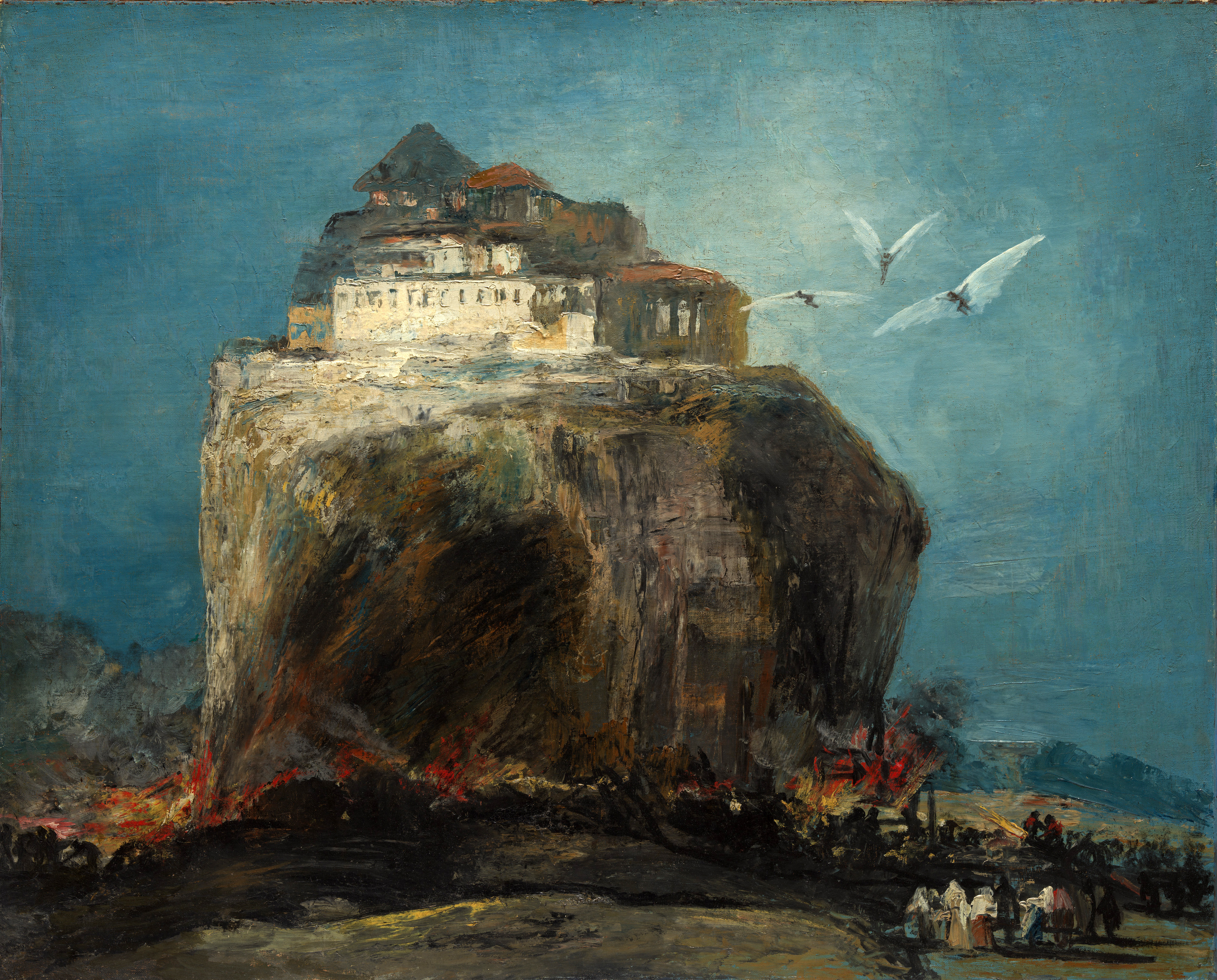
En stad på en klippa köptes i Spanien i mitten på 1880-talet av en amerikansk samlare. Målningen tillskrevs Francisco de Goya (1746-1828), men tros idag ha målats av en av Goyas efterföljare, Eugenic Lucas, och kan ha målats så sent som 1850-75. Lucas studerade Goyas tekniker och lyckades skapa en målning som påminde så mycket om Goyas stil att den inte troddes vara en förfalskning förrän omkring 1970. Många av grunddragen kan ha tagits från olika verk av Goya och den förefaller därför vara en pastisch. Jämför med Goyas Majträd.

Konstförfalskning innebär att skapa och framför allt sälja konstverk som falskeligen tillskrivs en annan, vanligtvis kändare, konstnär. Konstförfalskning kan vara mycket lönsamt, men moderna daterings- och analysmetoder har gjort det lättare att identifiera förfalskade konstverk. Konstförfalskningens lönsamhet beror på att konstnärens status ofta är det enskilt viktigaste för värdet. Att kopiera konstverk och att förfalska en annan konstnärs signatur är ett förfalskningsbrott. Vid försäljning av en konstförfalskning kan det också vara fråga om bedrägeri eller försök till sådant.

## Historia
Förfalskningar av konstverk har gjorts i över tvåtusen år.[källa behövs] Romerska skulptörer tillverkade efterbildningar av grekiska skulpturer. Förmodligen visste den samtida köparen att de inte var äkta.[källa behövs] Under den klassiska perioden skapades konst mestadels för historiska referenser, religiös inspiration eller estetisk njutning. Konstnärens identitet var ofta av ringa betydelse för köparen.[källa behövs]
Under renässansen tog många konstnärer sig an lärlingar som studerade tekniker genom att kopiera mästarens verk och stil. Som betalning för utbildningen sålde mästaren sedan dessa arbeten. Detta sågs vanligtvis som en hyllning och inte som förfalskning, även om vissa av dessa kopior senare felaktigt har tillskrivits mästaren.
Efter renässansen ledde en omfördelning av ekonomin till stark efterfrågan på konst av en ny välbärgad medelklass. Vid slutet av 1400-talet grävdes romerska statyer fram i Italien och skapade ett ännu större intresse för antikviteter, vilket ledde till kraftig ökning av värdet på dessa föremål. Detta uppsving utvidgades snart till att omfatta verk av samtida och nyligen avlidna konstnärer. Konst hade blivit en handelsvara och det ekonomiska värdet  berodde på vem konstnären var. För att identifiera sina verk började målare markera dem på olika sätt. Senare utvecklades dessa märken till signaturer. Eftersom efterfrågan på vissa konstverk började överstiga utbudet, började falska underskrifter synas allt oftare på den öppna marknaden. Under 1600-talet lade bland annat efterföljare till Albrecht Dürer till falska underskrifter för att höja värdet på sina verk.
Under 1900-talet har favoriserade konstnärer på konstmarknaden, som Salvador Dalí, Pablo Picasso, Klee, Miró och Matisse ofta blivit föremål för förfalskningar. Förfalskningarna säljs vanligtvis till konstgallerier och auktionshus.

## Förfalskare
Det finns huvudsakligen tre sorters konstförfalskare. Den första skapar en efterbildning i uppsåt att verket ska framstå som identiskt med originalet, den andra upptäcker ett verk och försöker framhäva det som något det inte är för att höja dess värde och den tredje upptäcker att ett verk är en förfalskning men säljer det ändå som ett originalverk.
Kopior, replikor, avbildningar och pastischer är ofta legitima verk och skillnaden mellan en legitim reproduktion och en avsiktlig förfalskning är otydlig. Till exempel använde Guy Hain ursprungliga gjutformer för att efterbilda flera av Auguste Rodins skulpturer. Men när Hain sedan signerade sina avbildningar med namnet på Rodins ursprungliga gjuteri, blev verken avsiktliga förfalskningar.

### Konstnärer

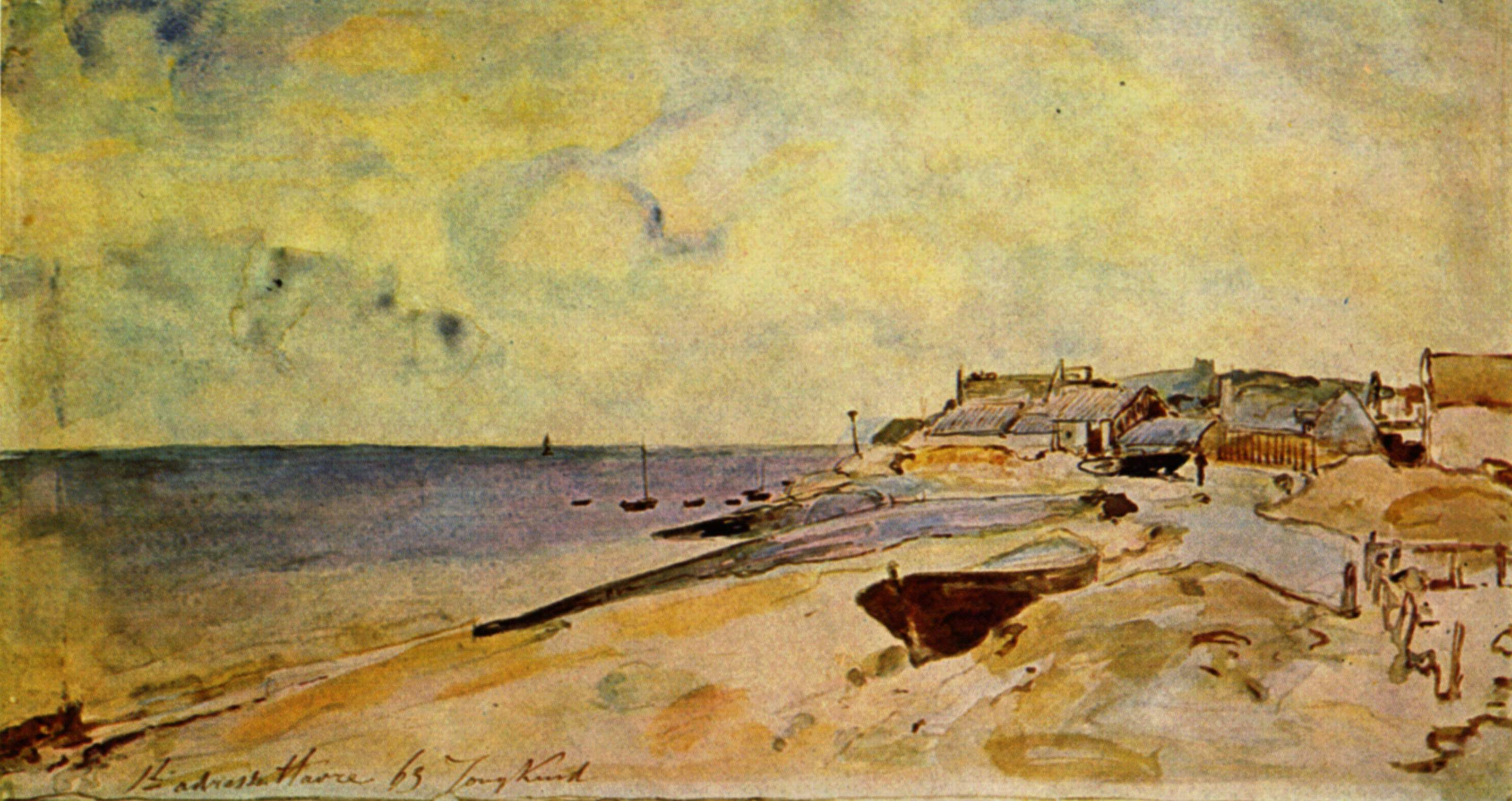
Strand von Ste. Adresse, 1863, av Johan Barthold Jongkind.
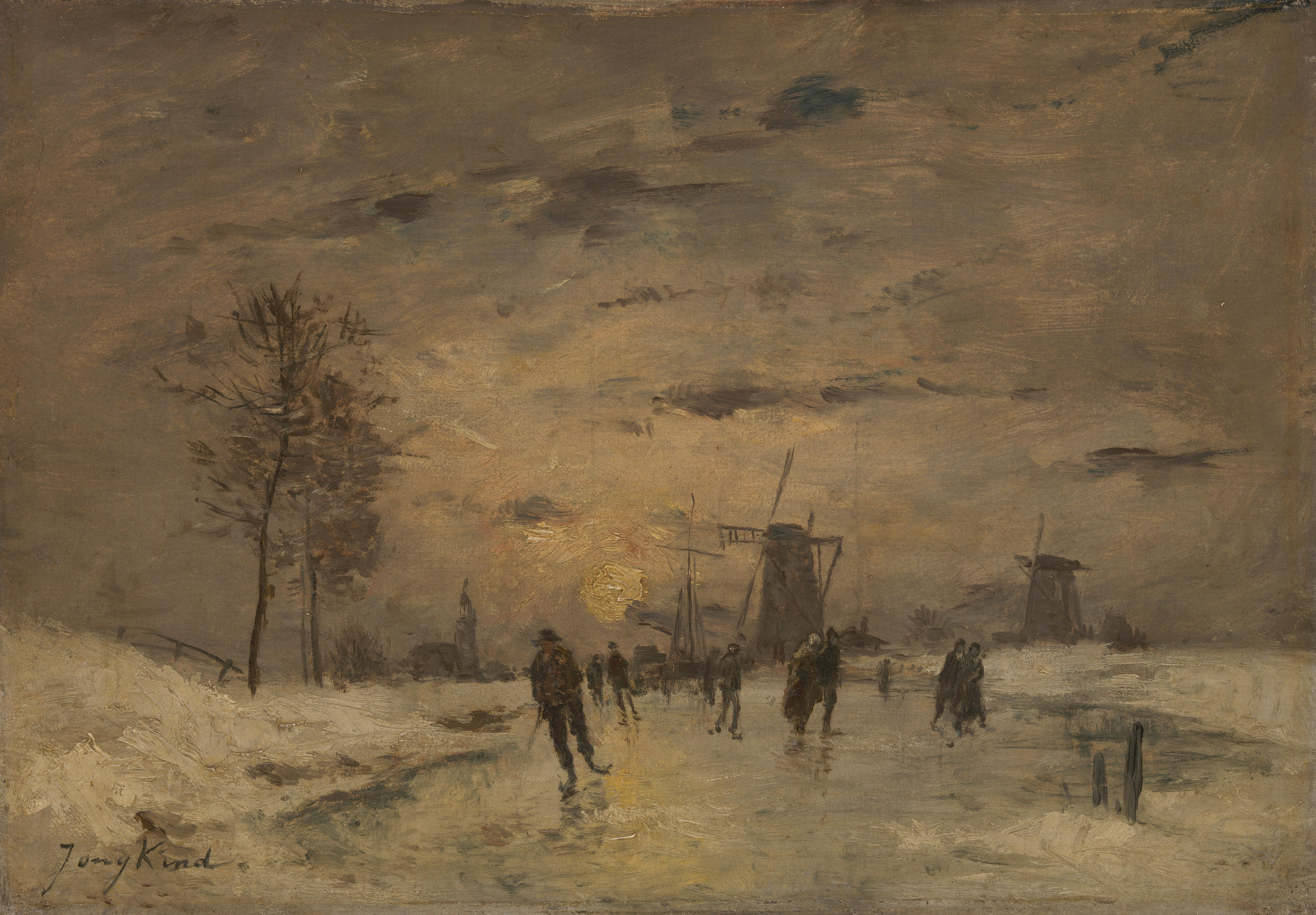
Skating in Holland, 1890-1900, signerad "Jongkind" i det nedre vänstra hörnet, men i själva verket en förfalskning av en okänd konstnär.
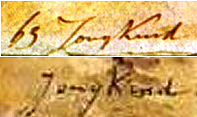
Signaturerna från de två verken till vänster. Överst: den riktiga Jongkind, nederst: signaturen på förfalskningen.

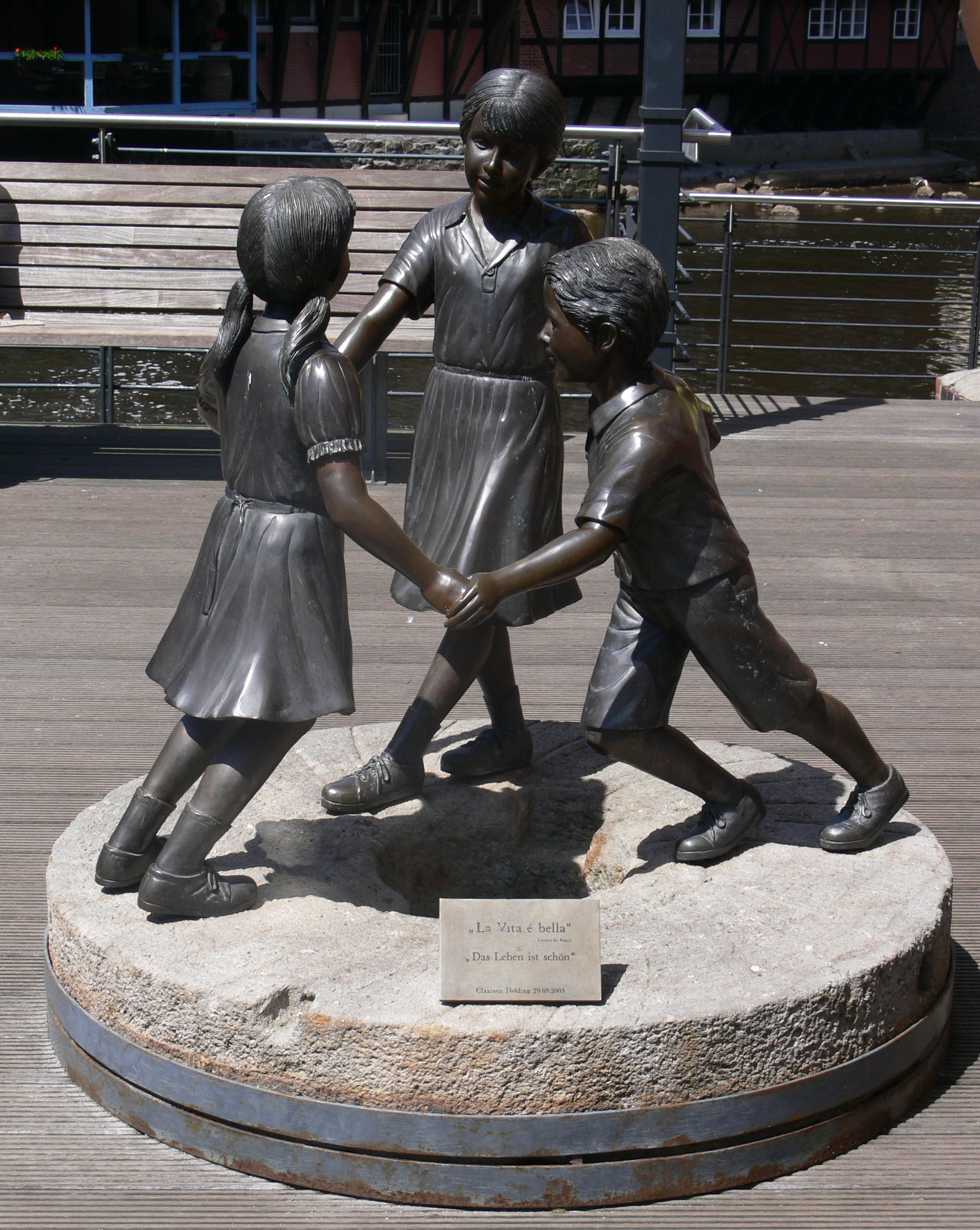
Skulptur av "Leonardo Rossi", ett namn som ofta använts för plagiat.

En förfalskare måste ha kunskaper om den typ av konst han försöker att imitera. Många förfalskare började som konstnärer som misslyckats med att försörja sig på sin egen konst, varför de börjar förfalska verk istället. Ibland lånas eller stjäls ett originalverk från ägaren för att skapa en kopia. Förfalskaren lämnar sedan tillbaka kopian till ägaren och behåller originalet för sig själv. År 1799 lånades ett självporträtt av Albrecht Dürer, som hade hängt i Nürnbergs stadshus sedan femtonhundratalet, ut till Abraham Küffner. Konstnären gjorde en kopia av originalet och lämnade tillbaka kopian istället för originalet.[källa behövs] Förfalskningen upptäcktes år 1805, då den ursprungliga såldes på auktion.
Även om många konstförfalskare reproducerar verk enbart för pengarnas skull, så finns det sådana som hävdar att de skapar förfalskningar bara för att visa vilken godtrogenhet som finns i konstvärlden. Vissa konstförfalskare som blivit avslöjade har senare sålt sina reproduktioner ärligt, och några har faktiskt nått egen berömmelse och fått uppskattning på detta sätt. Förfalskningar målade av Elmyr de Hory har blivit så värdefulla att till och med förfalskningar av Horys förfalskningar har dykt upp på marknaden.[källa behövs]
Ett märkligt fall var konstnären Han van Meegeren som blev känd genom att skapa "den bästa Vermeer-målningen någonsin". Hans egna verk blev också värdefulla, vilket i sin tur lockat andra förfalskare. En av dessa var hans son, Jacques van Meegeren, som skrev intyg om att en viss del av den konst som han erbjöd "skapades av hans far, Han van Meegeren".
Andra kända konstförfalskare är John Myatt, engelsman som i slutet av 1990-talet erkände att han utfört ett stort antal förfalskningar av verk från kända impressionister, surrealister och kubister. Myatt ansåg det även viktigt att bifoga en trovärdig proveniens till sina målningar för att intyga deras äkthet och därmed också dölja att de var reproduktioner. En annan var engelsmannen Tom Keating som under 1950- och 1960-talet målade omkring 2000 förfalskningar. Keating skrev på den rena duken på sina målningar ”this is fake” så att texten skulle bli synlig när målningen blev röntgad och därmed också framhålla att målningen är en reproduktion av ett original.
Förfalskare kopierar vanligtvis verk av avlidna konstnärer, men det finns ett litet antal som reproducerar verk av levande konstnärer. I maj 2004 upptäckte den norske konstnären Kjell Nupen att Kristianstads galleri sålde otillåtna, signerade exemplar av hans verk.

### Konsthandlare
På senare tid har det påståtts att konsthandlare och auktionshus har varit alltför ivriga att förklara förfalskningar som äkta och sälja dem snabbt för att göra vinst. Om en återförsäljare upptäcker att ett verk är en förfalskning, kan han lämna tillbaka det till den tidigare ägaren, vilket ger förfalskaren en möjlighet att sälja det någon annanstans.
Vissa förfalskare har skapat falska papper och proveniens för att verken ska förefalla äkta. Den brittiske konsthandlaren John Drewe skapade falska dokument om verk skapade av hans partner John Myatt och lade även in bilder av förfalskningar i arkiven hos framstående konstinstitutioner. Experter och institutioner kan också vara ovilliga att erkänna sin egen felbarhet. Konsthistorikern Thomas Hoving uppskattar att olika typer av förfalskad konst omfattar upp till 40 procent av konstmarknaden.

## Detekteringsmetoder
De mest uppenbara förfalskningarna avslöjas som klumpiga kopior. En förfalskare kan försöka skapa ett "nytt" verk genom att kombinera delar av flera verk. Förfalskaren kan utelämna detaljer som är typiska för konstnären de försöker efterlikna, eller lägga till anakronismer, i försök att hävda att det förfalskade verket är en något annorlunda kopia, eller en tidigare version av ett kändare verk. För att upptäcka verk av skickliga förfalskare måste utredare förlita sig på andra metoder.

### Undersökningstekniker

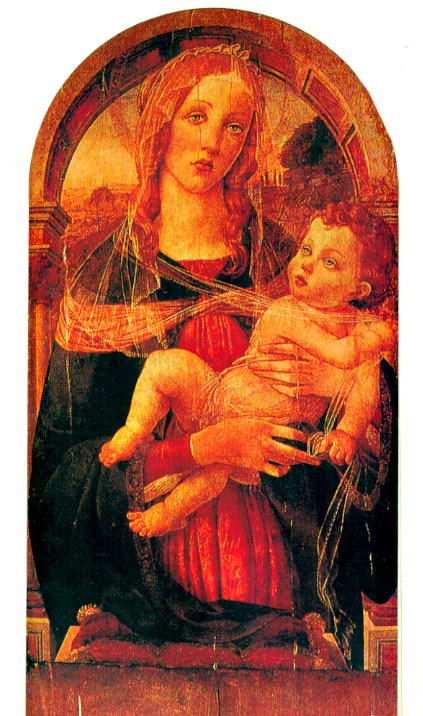
Tester som gjordes på denna målning avslöjade att de gamla maskhålen i panelen hade gjorts med en borr (de var raka, inte krokiga) och att jungfruns klädnad hade målats med berlinerblått, ett pigment som inte uppfanns förrän på 1700-talet. Målningen tros ha skapats på 1920-talet av en okänd italiensk förfalskare.

Oftast är en grundlig genomgång av verket tillräckligt för att avgöra dess äkthet. Till exempel kan en skulptur ha skapats med moderna metoder och verktyg. Vissa förfalskare har använt metoder som är oförenliga med de ursprungliga konstnärernas, som felaktiga karakteristiska penseldrag, perspektiv, teman eller tekniker, eller så har de använt färger som inte fanns tillgängliga under konstnärens livstid. Verk kan ha doppats i kemikalier för att "föråldra" dem och det förekommer  försök att göra maskhål i målningar genom att borra hål i dem.
Vid försök att verifiera konstverk bestämmer experter också verkets proveniens. Om verket inte har några papper, är det sannolikt en förfalskning. Andra tekniker som förfalskare använder som kan tyda på att en målning inte är äkta är:
- Ramar, antingen nya eller gamla, som har ändrats för att få falska målningar att se mer äkta ut.
- För att dölja manipulationer limmar förfalskare ibland på papper, antingen nytt eller gammalt, på baksidan av målningen, eller beskär den falska målningen så att den inte stämmer med den ursprungliga målningens storlek.
- Nyligen tillagda anteckningar på osignerade konstverk. Anteckningar som inte är lika gamla som verket är en indikation på en förfalskning.
- Gamla spikhål eller andra märken på baksidan av en målning kan tyda på att den har tagits ut ur sin ram, fifflats med och satts tillbaka, eller att ramen bytts ut.
- Signaturer på målningar som verkar oförenliga med själva konsten (antingen fräschare, mer markerade, etc.).
- Osignerade verk vilka återförsäljaren har "hört" är skapade av en viss konstnär (vanligtvis en mycket känd sådan).

### Autentisering
Om bedömningen av ett verk inte kan avslöja om det är äkta eller förfalskat, kan utredarna försöka verifiera objektet med hjälp av några eller i vissa fall samtliga av de rättstekniska metoderna nedan:

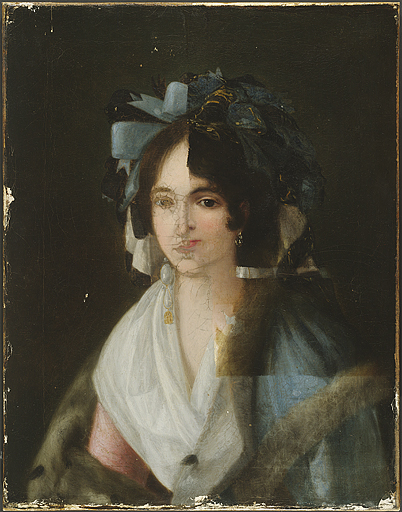
Porträtt av en kvinna, tillskriven Goya (1746-1828). Röntgenbilder tagna av denna målning 1954 visade ett porträtt av en annan kvinna, omkring 1790, under ytan. Analyser med röntgenkristallografi visade en förekomst av zinkvit färg, en färg som uppfanns först efter Goyas död. Ytterligare analyser visade att ytans färg var modern och hade tillämpats för att inte dölja sprickbildningarna på originalet. Efter analyserna lämnade konservatorerna verket såsom det ser ut på bilden, med delar av den gamla och nya målningen synliga, för att illustrera den invecklade konstförfalskningen och svårigheterna med att upptäcka den.

- C14-metoden används för att datera verk som är upp till 10 000 år gamla.
- datering av blyvit malm används för att mäta åldern på verk som är upp till 1600 år gamla.
- Röntgenmetoder kan användas för att upptäcka tidigare verk under ytan på en målning. Ibland målar konstnärer över sina verk, men om målningen tros vara från 1600-talet och målningen under föreställer människor i 1800-talskläder antar forskaren att målningen inte är äkta. Röntgenstrålar kan också användas för att avgöra om ett verk har ändrats eller reparerats.
- Röntgenkristallografi används för att analysera de komponenter som verkets färg består av och för att upptäcka pentimenti.
- Röntgenfluorescensanalys kan avslöja om metallerna i en metallskulptur eller om sammansättningen av pigment är för ren eller yngre än deras förmodade ålder. Det används också för att avslöja konstnärens (eller förfalskarens) fingeravtryck.
- Ultraviolett fluorescens och infraröd analys används för att upptäcka reparationer eller tidigare målningar på dukar.
- AAS (Atomic Absorption Spectrophotometry, "atomabsorptionsspektrofotometri") och ICP-MS (Inductively Coupled Plasma Mass Spectrometry, "induktivt förenad plasmamasspektrometri") används för att upptäcka ovanligheter i målningar och liknande material. Om det finns ett ämne som utredarna vet inte användes för verk av denna typ, är verket inte äkta.
- Dendrokronologi är en metod som används för att datera trä med hjälp av dess årsringar.
- Analyser av stabila isotoper kan användas för att avgöra var marmorn som användes för en skulptur bröts.
- Termoluminiscens (TL) används för att datera keramik. TL är det ljus som produceras av värme. Äldre keramik producerar mer TL vid uppvärmning än nyare keramik.
- Krackelering (sprickbildningar) är något som ibland används för att upptäcka förfalskningar.

### Digital autentisering
Statistiska analyser av digitala bilder av målningar är en ny metod som nyligen har använts för att upptäcka förfalskningar. Med hjälp av en teknik som kallas vågelementsnedbrytning kan en bild uppdelas i en samling mer grundläggande bilder. Stora penseldrag på ytan, som exempelvis en blå himmel, skulle dyka upp som bilder med mestadels låg frekvens medan de finare dragen i grässtrån skulle ge bilder med hög frekvens. En grupp målningar tillskrivna Pieter Bruegel den äldre testades med hjälp av vågelementsnedbrytning. Fem av målningarna var kända imitationer och analysen kunde korrekt identifiera de fem förfalskade målningarna. Metoden användes också på tavlan Virgin and Child with Saints ("Jungfrun med [Jesus]barnet och helgon"), som skapades i Pietro Peruginos ateljé. Historiker har länge misstänkt att Perugino endast målade en del av sina verk. Vågelementsnedbrytningen visade att minst fyra olika konstnärer hade arbetat på målningen.

## Problem med autentisering
Många förfalskningar lyckas ändå undvika autentisering. Han van Meegeren, en av 1900-talets mest kända förfalskare, använde historiska målardukar för sina Vermeer-förfalskningar och skapade sina egna färgpigment för att få målningarna att förefalla äkta.

## Förfalskningar av fotografier
På senare tid har fotografier blivit föremål för förfalskningar. Verk av Man Ray och Ansel Adams är till exempel vanliga mål för förfalskningar.